# Georgi Lisitsyn

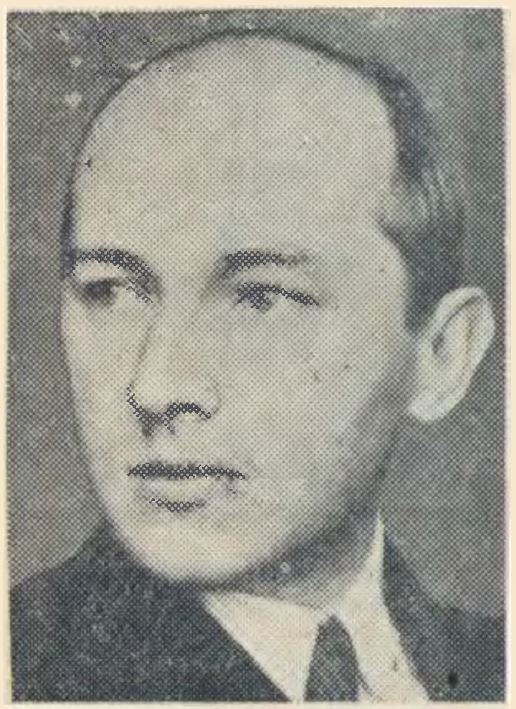
Georgy Lisitsin

Georgi Michajlovitsj Lisitsyn, Lisitsin of Lisitsjin (Russisch: Гео́ргий Миха́йлович Лиси́цын; Sint-Petersburg, 11 oktober 1909 – aldaar (Leningrad), 20 maart 1972) was een Russisch schaakmeester.

## Carrière
Lisitsyn won het Sint-Petersburg-schaakkampioenschap in 1933/34 (gedeeld), 1939 en 1947. Hij werd (gedeeld) derde in het Sovjet-schaakkampioenschap van 1933 en tweede in Helsinki in 1946. Hij schreef verschillende schaakboeken en werd in 1950 International Master (IM).
De Lisitsyngambiet, het aanbieden van de koningspion na de Hollandse verdediging als reactie op de Zukertortopening, is naar hem vernoemd.